# Ata (humano)
Ata o esqueleto de Atacama es el nombre dado a los restos esqueléticos de un feto humano de 15 cm de longitud encontrados en 2003 en una ciudad desierta chilena en el desierto de Atacama. El análisis de ADN realizado en 2018 en el feto humano prematuro identificó mutaciones inusuales asociadas con enanismo y escoliosis, aunque estos hallazgos fueron posteriormente disputados. Los restos fueron encontrados por Oscar Muñoz, quien posteriormente los vendió; el propietario actual es Ramón Navia-Osorio, un empresario español.

## Descubrimiento

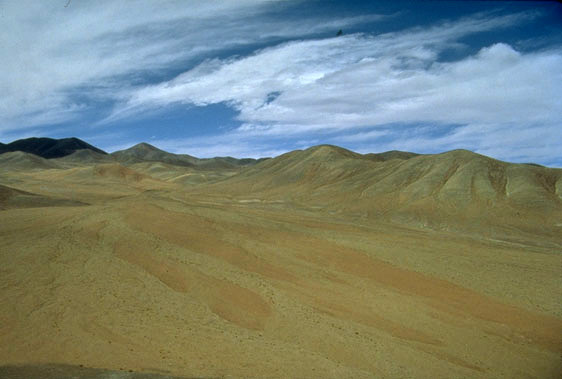
El Desierto de Atacama donde fue descubierto la criatura momificada es el más seco del mundo, y su abundante sal permite momificar naturalmente los cadáveres.

El cuerpo fue descubierto por Oscar Muñoz aproximadamente en agosto de 2003, mientras buscaba objetos de valor en una iglesia abandonada en la localidad de La Noria, un pueblo abandonado a 56 kilómetros de Iquique, en las inmediaciones de antiguas oficinas salitreras. El pequeño ser estaba envuelto en un género blanco atado con una cinta violeta.
El primero en fotografiar el esqueleto fue Alejandro Dávalos, otro recolector de las pampas salitreras como Muñoz a quien le mostró la criatura. Dávalos envió gratuitamente sus fotografías a los representantes de Aion, organización dedicada al estudio de la ufología. Pocos días después del descubrimiento, Muñoz regresó a Iquique y vendió el esqueleto por solo 30 mil pesos chilenos —unos 60 dólares— a un conocido empresario iquiqueño, uno de sus clientes a quien solía vender sus objetos encontrados. Según Mario Pizarro, representante de Aion en la zona norte, el cuerpo podía venderse por 80 millones de pesos chilenos, aproximadamente 160 mil dólares. El nuevo propietario del esqueleto, en tanto, cobró 500 mil y 750 mil pesos chilenos por permitir sacarle una o dos fotografías respectivamente.
Al poco tiempo de conocido el caso el canal de televisión chileno Chilevisión realizó una completa nota sobre Ata, y llegaron a la zona varios ufólogos y aficionados a los fenómenos paranormales. Entre los primeros fue Rodrigo Fuenzalida, líder de Aion que trabajaba para Canal 13, quien no obstante desmintió que la criatura pudiera tratarse de un extraterrestre. El biólogo Walter Seinfeld, jefe de la carrera de Biología Marina de la Universidad Arturo Prat, por su parte, luego de ver imágenes de la criatura momificada aseveró que se trataba sin duda de un mamífero, y casi con toda seguridad de un humano abortado.

## Análisis
El análisis de ADN en el feto humano prematuro identificó mutaciones inusuales asociadas con enanismo y escoliosis, aunque otros estudios cuestionaron las anormalidades genéticas, encontrando que el esqueleto mostraba un desarrollo fetal normal. Existe una especulación infundada por parte de personas como el ufólogo Steven M. Greer de que Ata es de origen extraterrestre. Esta especulación llevó a la inclusión de Ata en la película de ovnis de 2013 "Sirius" y captó la atención del genetista de la Universidad de Stanford, Garry P. Nolan, quien contactó al equipo de producción y analizó los restos del esqueleto. Los resultados de su análisis de ADN muestran que el esqueleto es humano y no de origen extraterrestre.
Aunque inicialmente se pensó que eran más antiguos, se ha determinado que los restos fetales datan de finales de la década de 1970, y se ha descubierto que contienen ADN de alta calidad, adecuado para el análisis científico. Los restos tienen un cráneo de forma irregular y un total de 10 costillas (en lugar de 12 para los seres humanos adultos), y posibles signos de oxicefalia. Teniendo en cuenta que la sutura frontal del cráneo está muy abierta y que las manos y los pies no están completamente osificados, el anatomista y paleoantropólogo William Jungers ha sugerido que se trata de un feto humano que nació prematuramente y murió antes o poco después del parto. Una hipótesis alternativa de Nolan es que Ata tenía una combinación de trastornos genéticos que llevaron al aborto del feto antes del término, y el radiólogo pediátrico Ralph Lachman ha dicho que el enanismo por sí solo no podría explicar todas las características encontradas en el feto.
Durante el análisis de ADN realizado por Nolan, se encontró el grupo haplotipo B2 ADNmt en los restos. Los haplogrupos identifican poblaciones genéticas humanas que a menudo se asocian de manera distintiva con regiones geográficas particulares de todo el mundo. Combinados con los alelos encontrados en el ADN mitocondrial contenido en los restos, los hallazgos sugirieron que Ata es indígena de la región occidental de América del Sur.
En marzo de 2018, Nolan publicó resultados adicionales, afirmando que el feto tenía un trastorno raro de envejecimiento óseo, así como otras mutaciones genéticas en genes asociados con enanismo, escoliosis y anomalías en los músculos y el esqueleto. Los investigadores identificaron 64 mutaciones inusuales en 7 genes relacionados con el sistema esquelético, y señalaron que nunca antes se habían informado tantas mutaciones que afecten específicamente el desarrollo esquelético.

## Controversia
Un estudio posterior, publicado en septiembre de 2018 por un equipo de investigación internacional liderado por la profesora asociada de bioarqueología de la Universidad de Otago, Nueva Zelanda, Sian Halcrow, cuestionó el estudio de marzo de 2018 de Nolan, afirmando: "Como expertos en anatomía humana y desarrollo esquelético, no encontramos evidencia de ninguna de las anomalías esqueléticas afirmadas por los autores. Sus observaciones de 'anomalías' representan un desarrollo esquelético normal en el feto, moldeado craneal del parto y posibles efectos tafonómicos post-mortem", y que el equipo era "escéptico" acerca de los resultados genómicos. Los autores también plantearon preocupaciones éticas sobre el trabajo de Nolan, diciendo que "estudios como estos que no abordan las consideraciones éticas de los difuntos y sus comunidades descendientes amenazan con deshacer las décadas de trabajo que los antropólogos y otros han realizado para corregir las tendencias coloniales del pasado".
El editor del estudio anterior, Genome Research, respondió diciendo que los estándares éticos no cubrían el trabajo en "especímenes de orígenes biológicos inciertos, como el esqueleto de Atacama", pero también indicó su intención de revisar sus propias políticas sobre dichos estudios. Los autores del artículo de Genome Research publicaron una respuesta reconociendo las preocupaciones éticas y pidiendo la repatriación de los restos. Se distanciaron de posibles malos pasos éticos al afirmar en gran parte su ignorancia sobre el manejo de los restos y las circunstancias del descubrimiento, y señalaron que se les presentó aproximadamente un milímetro cúbico de hueso para analizar.